# Letnie Mistrzostwa Polski w Skokach Narciarskich 1996
1. Letnie Mistrzostwa Polski w Skokach Narciarskich – zawody o mistrzostwo Polski w skokach narciarskich na igelicie, które odbyły się 13 października 1996 roku na Średniej Krokwi w Zakopanem.
W konkursie o mistrzostwo Polski zwyciężył Adam Małysz, srebrny medal zdobył Wojciech Skupień, a brązowy - Robert Mateja.

## Wyniki konkursu
| Miejsce  | Zawodnik         | Klub                | Skok 1 | Skok 2 | Punkty |
| -------- | ---------------- | ------------------- | ------ | ------ | ------ |
| 1. (1.)  | Adam Małysz      | KS Wisła Wisła      | 89,5   | 87,0   | 246,0  |
| 2. (3.)  | Wojciech Skupień | WKS Zakopane        | 78,5   | 81,0   | 210,0  |
| 3. (9.)  | Robert Mateja    | TS Wisła Zakopane   | 70,5   | 75,5   | 179,0  |
| 4. (10.) | Łukasz Kruczek   | LKS Klimczok Bystra | 71,0   | 74,5   | 178,0  |

W konkursie wzięło udział 53 zawodników. W nawiasach podano miejsce zajęte w zawodach z uwzględnieniem zagranicznych zawodników.
Drugie miejsce w międzynarodowych zawodach zajął Słowak Marián Bielčík, czwarty był Czech Jakub Sucháček, piąty - Słowak Marek Donoval, a szósty - Czech Jaroslav Kahánek.